# Logan Miller
Logan Miller (ur. 18 lutego 1992 w Kolorado) – amerykański aktor.

## Kariera
Karierę rozpoczął w 2008, rolą Drew Apple'a w filmie telewizyjnym The Norton Avenue All-Stars. W 2009 wystąpił gościnnie w filmie Duchy moich byłych jako nastoletni Connor Mead oraz w filmie animowanym Artur i zemsta Maltazara, użyczając głosu postaci Jake'a. W tym samym roku otrzymał również główną rolę w serialu Disney XD, Ja w kapeli. Obecnie mieszka w Dallas w Teksasie.

## Filmografia
| Role główne       | Role główne                 | Role główne            | Role główne                          |
| Rok               | Tytuł                       | Rola                   | Notatki                              |
| ----------------- | --------------------------- | ---------------------- | ------------------------------------ |
| 2017              | Zanim odejdę                | Kent McFuller          |                                      |
| 2009–teraz        | Ja w kapeli                 | Tripp Campbell         |                                      |
| 2008              | The Norton Avenue All-Stars | Drew Apple             |                                      |
| Role drugoplanowe |                             |                        |                                      |
| Rok               | Tytuł                       | Rola                   | Notatki                              |
| 2009              | Artur i zemsta Maltazara    | Jake (głos)            |                                      |
| 2012              | Awake                       | Cole                   |                                      |
| Role gościnne     |                             |                        |                                      |
| Rok               | Tytuł                       | Rola                   | Notatki                              |
| 2010              | Fineasz i Ferb              | Johnny (głos)          | "Brain Drain" (odcinek 35B, sezon 2) |
| 2009              | Duchy moich byłych          | Nastoletni Connor Mead |                                      |